# Die Königsmörder-Chronik
Die Königsmörder-Chronik (Originaltitel: The Kingkiller Chronicle) ist eine Fantasy-Romanreihe des US-amerikanischen Schriftstellers Patrick Rothfuss. Thematisiert wird der sagenumwobene Arkanist Kvothe, der seine eigene Lebensgeschichte in Form einer Autobiografie von einem Chronisten niederschreiben lässt. Die Geschichte ist folglich in eine Gegenwartshandlung und eine Vergangenheitshandlung unterteilt. Jeder Buchableger verkörpert einen Tag in der Gegenwart.

## Romane der Reihe

### Hauptreihe
- Der Name des Windes – Die Königsmörder-Chronik. Erster Tag
- Die Furcht des Weisen, Die Königsmörder-Chronik. Zweiter Tag, Teil 1
- Die Furcht des Weisen, Die Königsmörder-Chronik. Zweiter Tag, Teil 2
- The Doors of Stone (Arbeitstitel); Veröffentlichung ausstehend.[1]

### Basierend auf der Königsmörder-Chronik
- Die Musik der Stille
- Der Blitzbaum. Novelle in: Der Bruder des Königs: und 20 weitere Kurzromane von George R. R. Martin & Gardner Dozois (Hrsg.)
- Der Weg der Wünsche, eine überarbeitete und erweiterte Fassung von Der Blitzbaum[2], separat veröffentlicht im Stil von Die Musik der Stille
- How Old Holly Came to Be, Kurzgeschichte in: Unfettered #1 (Anthologie) von Shawn Speakman (Editor)
- The Road to Levinshir, Kurzgeschichte in: Epic: Legends of Fantasy (Anthologie) von John Joseph Adams (Editor)
- The Tale of Laniel Young-Again (Arbeitstitel), Begleitgeschichte in den Landen von Modeg. Stand 2014 zu zwei-Dritteln geschrieben, aber von Rothfuss pausiert. Veröffentlichung ausstehend.
- The Boy That Loved the Moon (Arbeitstitel), Comic mit Illustrator Nate Taylor. Die Geschichte wurde bereits in Die Furcht des Weisen von Hespe und Felurian erzählt.[3][4]

Quelle:

### Sequel
Rothfuss hat eigenen Angaben zufolge Pläne für eine weitere Romanreihe innerhalb derselben Welt mit vielen der bereits bekannten Charaktere.
Bei der Emerald City Comic Con im März 2018 implizierte Rothfuss, dass die Königsmörder-Chronik nur eine Vorgeschichte ist.

## Entstehungsgeschichte
Die Romanreihe sollte ursprünglich unter dem Namen „Der Name des Windes“ (OT: The Name of the Wind) als Einzelband erscheinen, ehe der DAW Verlag einer Trilogie zustimmte.
Rothfuss erklärt, dass er schon seit Kindheitstagen Fantasy gelesen hat. Dabei ist es ihm wichtig, trotz aller Fantasy-Aspekte eine realistische und glaubwürdige Welt zu erschaffen. Oft verwendete und für Fantasy typische Elemente reduziert er aus diesem Grund bewusst. Von den ersten Textversuchen bis zum Erscheinen des ersten Bandes in Originalsprache hat es nach Angaben des Autors knapp 15 Jahre gedauert. Darunter 7 Jahre für die erste, vollständige Textfassung und 7 Jahre für die Revision. Diese lange Zeit begründet er in seiner damaligen Unerfahrenheit als Autor und persönlicher Weiterentwicklung. Rothfuss nimmt sich bewusst Zeit für die Revision, da dies für ihn der wichtigste Prozess ist, um sicherzustellen, dass das Werk perfekt ist. Für ihn hat es sich als schwierig erwiesen eine komplexe Welt zu erschaffen, in der keine logischen Unstimmigkeiten bestehen.
Rothfuss versprach, seine kommenden Werke würden in kürzeren Intervallen erscheinen. Davon distanziert er sich nach heutigem Stand, da er mit dem letzten Romanableger nur langsam vorankommt.
Der Name des Windes erschien im April 2007 in Originalsprache durch den DAW Verlag, die deutsche Ausgabe erschien durch Klett-Cotta im Jahr 2008.
The Wise Man's Fear folgt am 1. März 2011. Aufgrund des hohen Textumfangs nach deutscher Übersetzung veröffentlichte Klett-Cotta den ersten Teil von Die Furcht des Weisen im Oktober desselben Jahres, der zweite Teil folgte im Januar 2012.
The Doors of Stone befindet sich in der Entstehung. Auf der New York Comic Con 2018 erklärte Patrick Rothfuss, dass der letzte Romanableger bereits erschienen wäre, wenn er sich früher in Therapie begeben hätte. Rothfuss geht offen mit seinen psychischen Konflikten um und betont regelmäßig, wie wichtig geistige Gesundheit ist.

### Einflüsse
Literarisches Vorbild ist primär Peter S. Beagle, dessen Klassiker Das letzte Einhorn Rothfuss immer wieder aufgrund der Sprache begeistert. Der erste Romanzyklus, den er gelesen hat, war Die Chroniken von Narnia von C. S. Lewis.
Als weitere Vorbilder nennt er Neil Gaiman und Terry Pratchett. Cyrano de Bergerac inspirierte Rothfuss dazu, hohen Wert auf Emotionen zu legen.

## Aufbau der Romane
Die Romane sind in unterschiedliche Handlungen mit verschiedenen Erzählformen gegliedert. Das Tempus bleibt dabei immer das Präteritum.

### Die Gegenwart
Die Gegenwart der Romane spielt in dem Ort „Newarre“ und dessen näherer Umgebung, zumeist aber in der Gaststätte des Protagonisten.
Als Rahmenhandlung findet diese vornehmlich zu Beginn und zum Ende der Romane statt. Gelegentlich wird die Handlung in der Vergangenheit unterbrochen; solche Kapitel sind mit „Zwischenspiel:“ betitelt. In der Gegenwart wird das Geschehen von einem Neutralem Erzähler beschrieben. Die Handlung geht maßgeblich aus vielen Dialogen hervor; der Erzähler bleibt passiv. Dieser fokussiert sich zumeist auf die Handlung rund um Kvothe bzw. Kote, nur selten geht es um andere Figuren.

### Die Vergangenheit
Die Vergangenheitshandlung stellt den größten Teil der Romane dar und ist die Lebensgeschichte von Kvothe, die er selbst erzählt.
Folglich handelt es sich um eine Ich-Erzählsituation. Kvothe ist dabei selbst Teil der Geschichte, sowohl in Form seines früheren Ichs, über das er spricht, als auch in Form seiner gegenwärtigen Person als Erzähler. Als Erzähler nimmt er begrenzt ein auktoriales Erzählverhalten an, indem er sich aktiv in die Erzählung einbringt. Dabei macht er von Kommentaren, Bewertungen, Erläuterungen von Hintergründen sowie vereinzelt von epischer Vorausdeutung Gebrauch. Allwissend ist er als Erzähler folglich nur in Bezug auf seine eigene Erzählung.

### Eine dreistimmige Stille
„Eine dreistimmige Stille“ ist der Kapitelname des Prologs wie auch des Epilogs aller Romane der Hauptreihe. Diese Kapitel stellen einen eigenen, unabhängigen Teil der Gegenwartshandlung dar.
Der Erzähler gleicht dem der Gegenwartshandlung, jedoch ist dieser weniger neutral und objektiv. Sprünge zwischen den Figuren finden verstärkt statt; auch Kommentare werden getätigt. Der Erzähler macht in diesen Kapiteln Gebrauch vom Konjunktiv II um irreale Situationen als Vergleich heranzuziehen.
Die betreffenden Kapitel haben einen nahezu identischen Aufbau und beschrieben wird vor allem die gegenwärtige Stimmung und die folgenden Stillen:
- Die erste Stille ist als die vernehmlichste Stille beschrieben, die in der Abwesenheit von Geräuschen begründet ist.
- Die zweite Stille ist als die kleinste Stille beschrieben, die in der Geisteshaltung Anwesender begründet ist, absichtlich keine Geräusche von sich zu geben.
- Die dritte Stille ist als die größte aber am wenigsten erkennbare Stille beschrieben, die in dem Mann begründet ist, der bereit ist zu sterben. Die Beschreibung des Mannes gleicht der Beschreibung von Kvothe, wenngleich sein Name nie genannt wird. Zumeist werden seine Hände thematisiert. Die dritte Stille beinhalte die ersten beiden Stillen.

„Eine dreistimmige Stille“ stellt dabei den Charakter und das Gemüt des Protagonisten heraus und verdeutlicht somit den Unterschied zu dessen früherem Selbst.

## Handlung der Romane

### Der Name des Windes
Der im Exil lebende, legendäre Arkanist Kvothe betreibt als Gastwirt „Kote“ sein Wirtshaus zum Wegstein. Als er bei einem Kontakt mit Dämonen einen Fremden rettet, gibt sich dieser als „der Chronist“ zu erkennen, einem bekannten Schreiber. Kvothe willigt ein, seine Lebensgeschichte zu erzählen, um die Wahrheit hinter den vielen Sagen und Geschichten um seine Person ans Licht zu bringen.
Zu Beginn seiner Erzählung ist Kvothe elf Jahre alt und gehört wie seine Eltern zu den Edema Ruh, einem fahrenden Volk von Schauspielern. Dort lernt er viel über die Musik, die Schauspielerei und höfische Gepflogenheiten. Als zeitweilig der Arkanist Abenthy „Ben“ hinzustößt, lernt Kvothe bei ihm Grundlagen der Chemie und der Sympathie, dem, was für gewöhnlich Zauberei genannt wird. Kvothe beobachtet Ben dabei wie er den Wind herbei ruft und beschließt, dies auch erlernen zu wollen. Kvothes Vater trägt der Truppe ein neues Lied vor, in welchem er die Folklore Gestalten der Chandrian besingt, einer Gruppe von Dämonen. Wenig später kehrt Kvothe heim und findet seine gesamte Truppe massakriert vor. An einer Feuerstelle trifft er auf die besungenen Chandrian, die ihn am Leben lassen und verschwinden.
Verwaist schlägt er sich bis zur großen Stadt Tarbean durch, wo er für drei Jahre als Bettler und Dieb lebt. Als er genug Geld beisammen hat, tritt er die Reise nach Imre an, um sich dort an der Universität einzuschreiben. Unterwegs lernt er das mysteriöse Mädchen Denna kennen, deren Wege sich vorerst wieder trennen. An der Universität schafft er es die Gunst der Meister zu erwerben und sich als jüngster Student einzuschreiben. Sodann trifft er auf den adeligen Studenten Ambrose, der ihm durch eine List Hausverbot in der Bibliothek beschert; eine langwährende Fehde entsteht. Gleichsam lernt er mit Simmon und Willem gute Freunde kennen. Sein Vorhaben den Namen des Windes zu erlernen scheitert vorerst, da Namenskunde nicht mehr unterrichtet wird. Bei einem Auftritt in der Taverne Eolian trifft er auf Denna, die vor Ort unter vielen anderen Namen bekannt ist. Zwischen ihr und Kvothe entsteht eine gute Freundschaft, die immer wieder dadurch getrübt wird, dass Denna plötzlich aus der Stadt verschwindet, neue Namen annimmt und stets neue Liebhaber an ihrer Seite hat. Aufgrund von Geldnot sucht er die berüchtigte Geldverleiherin Devi auf, mit der er einen langfristigen Vertrag zu hohen Konditionen eingeht. Durch einen Zufall hört Kvothe Gerüchte von einem Überfall auf einer Farm, zu der er sogleich anreist, da er in dem geschilderten Vorfall eine Parallele zu den Chandrian sieht. Kvothe und Denna treffen im angrenzenden Wald auf einen wild gewordenen Draccus, eine feuerspeiende, riesige Echse. Diese ist durch psychoaktives Baumharz tollwütig und wird von einem nahen Stadtfest angelockt. Dort verursacht sie einen Stadtbrand. Kvothe schafft es schließlich unter Einsatz von Magie den Draccus zu töten. Er erkennt alsbald, dass sein Name in aller Munde ist und wahre wie auch unwahre Geschichten über ihn erzählt werden. In einem intensiven Streit mit Ambrose ruft Kvothe unwissentlich den Namen des Windes und verletzt seinen Rivalen. Kvothe’s Erzählung in der Gegenwart wird unterbrochen, als ein Dämon im Körper eines Mannes ins Gasthaus kommt und dort für schwere Verluste sorgt, ehe er bezwungen wird. Der Chronist erkennt, dass der Gastwirt namens Kote kaum noch etwas mit dem Kvothe aus der Erzählung zu tun hat. Kvothe’s Schüler Bast gesteht dem Chronisten, er habe ihn ins Wirtshaus gelockt um in Kvothe die Erinnerungen an sein altes Ich zu wecken.

### Die Furcht des Weisen – Teil 1
Am zweiten Tag der Gegenwartshandlung setzt Kvothe seine Geschichte nahtlos fort. Kvothe ist es durch die jüngsten Ereignisse gestattet, an einem neuen Seminar mit einigen anderen Studenten Namenskunde bei dem eigensinnigen Meister Elodin zu studieren. Damit ist Kvothe jedoch zunehmend unzufriedener, da er nach eigenen Angaben dort nichts lernt. In einem späteren Versuch bei Ambrose einzubrechen, um dort einen gestohlenen Ring von Denna zurückzuholen, scheitert Kvothe kläglich. Als er Opfer von Sympathievergehen wird, Angriffen durch Zauberei, beschuldigt er seine Geldverleiherin zu Unrecht, wodurch er sich einen neuen Feind und schwere Geldnot bereitet. Als sich Ambrose als Angreifer enttarnt, ist es Kvothe verwehrt ihn anzuklagen, da er sich somit als Einbrecher verraten würde und der Universität verwiesen werden würde. Mit dem aufwendigen und kostspieligen Bau eines magischen Utensils, das ihn vor derartigen Angriffen schützt, kann er der Problematik entkommen. Die für das Sympathievergehen verwendete Wachspuppe vernichtet Kvothe durch heimliche Brandstiftung in den Gemächern von Ambrose. Als Kvothe erneut Aufsehen an der Universität erregt, wird ihm von einem der Meister geraten eine Studienpause einzulegen, da die Meister aus Missgunst immens hohe Gebühren für das kommende Trimester erheben würden. Einsichtig nimmt er diesen Rat an. Bald darauf wird er durch einen glücklichen Zufall von einem Adeligen an Maer Alveron, den Regenten des Reiches Vintas, vermittelt, der in persönlicher Angelegenheit einen Dichter und Musiker sucht. Kvothe bekommt kurz vor Antritt seiner Reise eine Floskel nahegelegt, die Furcht des Weisen, die ihn vor Gefahren auf Reisen behüten soll. Weiterhin können er und Devi wieder Frieden schließen, ehe er aufbricht; Denna ist unterdessen verreist. In der großen Stadt Severen lernt er die vielen Facetten gesellschaftlicher Schichten kennen und weiß sich im Dienste des Maer zu behaupten. Kvothe trifft in der Stadt unerwartet auf Denna. Als es dem Maer gesundheitlich zunehmend schlechter geht, beschuldigt Kvothe nach einigen Nachforschungen den Hofarkanisten, den Maer vergiftet zu haben. Dieser flieht noch vor seiner Festnahme. Kvothe behandelt den schwer geschwächten Maer fortan auf eigene Faust. Trotz zwischenzeitlicher Zweifel gelingt die Genesung und der Maer äußert sein ursprüngliches Anliegen. Kvothe solle mittels Poesie und Musik die schöne Lady Lackless als Frau für den Maer anwerben. Auch in dieser Sache erzielt Kvothe Erfolge. Derweil haben Kvothe und Denna einen schwerwiegenden Streit, ehe Denna aus der Stadt verschwindet und sie im schlechten auseinandergehen. Kvothe erhält alsbald einen Sonderauftrag: da Steuereintreiber von Banditen im nahen Waldgebiet Eld überfallen werden, wird Kvothe einer eigens dafür einberufenen Gruppe zugeteilt. Nach langem Bemühen schaffen sie es eines Nachts den Banditen nachzustellen. Ein schweres Unwetter kommt ihnen dabei zur Hilfe. Als ein Kampf ausbricht, weiß Kvothe sich mit seinen arkanen Künsten zu behaupten und leitet einen Blitz so, dass ein Großteil der Banditen sofort umkommt. Kvothe fällt in Ohnmacht.

### Die Furcht des Weisen – Teil 2
Wieder zu Kräften gekommen begibt sich Kvothe mit seiner Gruppe auf den Heimweg. Unterwegs vernehmen sie einen lieblichen Frauengesang, dem sie nachgehen. Es stellt sich heraus, dass die Stimme der berühmt-berüchtigten Folklore-Gestalt Felurian gehört, der schönsten aller Frauen. Trotz aller warnender Geschichten rennt Kvothe ihr nach und gelangt somit ins Reich der Fae. Dort beschäftigen sich die beiden lange und oft mit amourösen Aktivitäten, viele Wochen vergehen. Kvothe erkennt, dass Felurian mehr über die Chandrian weiß als er, sie verbietet es jedoch ausdrücklich, darüber zu reden. Durch eine List kann er ihr Einverständnis erlangen, wieder aus dem Reich der Fae gehen zu dürfen. Felurian beschließt ihm für seine weitere Reise ein Geschenk zu geben, einen Schattenmantel, den sie eigenhändig aus Schatten und Mondlicht fertigt. Derweil begibt sich Kvothe eigenmächtig durch die Wälder, als er sich verläuft und auf ein weites Feld mit einem riesigen Baum trifft. Der darin lebende Cthaeh, ein allwissendes Wesen, gibt Kvothe nähere Informationen über die Chandrian, sowie über Denna, die von ihrem unbekannten Geldgeber geschlagen werde. Von den Worten erschrocken rennt er zurück zu Felurian. Nach der Heimreise sind in seiner Welt nur wenige Tage vergangen und er findet seine Gruppe wieder. Unterwegs bekommt Gruppenmitglied Tempi Probleme, für die Kvothe sich verantwortlich sieht. Aus Courage reist er zusammen mit Tempi in dessen Heimat nach Ademre. Dort gelingt es ihm als erster Fremder in der hohen Kunst des Lethani und des Schwertkampfes ausgebildet zu werden. Vor seiner Abreise bekommt Kvothe ein Schwert überreicht sowie von Leiterin Shehyn eine in diesen Landen geläufige Geschichte über die Chandrian erzählt. Auf der langen Reise zurück nach Severen trifft er auf eine Truppe die sich für Edema Ruh ausgibt. Die Mädchen, die sie vergewaltigt haben, befreit er, ehe er die Truppe in einer nächtlichen Aktion mit seinem Schwert niederstreckt. Die beiden Mädchen bringt er wohl behütet in deren Heimatdorf, doch muss er fürchten für seine blutigen Taten angeklagt zu werden. Zurück in Severen berichtet er dem Maer von dem Vorfall in der Hoffnung, er könne seine Anklage abwenden. Dabei entsteht ein hitziger Disput mit dem Maer und seiner inzwischen Frau, die sich durch Ereignisse innerhalb ihrer Familie sehr unschön über die Edema Ruh äußert. Kvothe erzählt dabei zum ersten Mal am Hofe von seiner Abstammung und dass er selbst ein Ruh sei. Der Maer gesteht ihm für seine vielen, erfolgreichen Dienste eine Belohnung zu, entlässt ihn jedoch daraufhin aus seinen Diensten, da er seiner Frau keinen Ruh am Hofe zumuten könne. Kvothe reist zurück nach Imre um sein Studium fort zu setzen. Er trifft erneut auf Denna, mit der er sich versöhnen kann, und ihr schließlich den Ring überreicht, der ihr zu Beginn des Romans gestohlen wurde. In der Gegenwart beendet Kvothe die Erzählung für diesen Tag mit Ausblick auf das Unschöne, was es morgen noch zu erzählen gäbe. Auch an diesem Tag ist es zu einer Unterbrechung gekommen, in Form von zwei gewalttätigen Söldnern. Am Ende des Romans trifft sich Bast in der Nacht heimlich mit den beiden Söldnern. Es geht hervor, dass Bast diese engagiert hat, um im Wirtshaus für eine Schlägerei zu sorgen. Er betont, dass er nicht bekommen habe was er sich erhofft hat. Seine Motive und weitere Taten bleiben unbekannt.

## Die Welt der Königsmörder-Chronik

### Orte
In Patrick Rothfuss' geschaffener, fiktiven Welt bereist Protagonist Kvothe viele verschiedene Orte. Zumeist sind diese von gegensätzlichen Motiven geprägt:

#### Wirtshaus zum Wegstein / Newarre
Das Wirtshaus zum Wegstein ist eine Taverne in dem kleinen Dorf Newarre. Hier findet die Rahmenhandlung der Gegenwart statt, wo Kvothe seine Lebensgeschichte erzählt. Die bäuerlichen Einwohner von Newarre werden als gottesfürchtig charakterisiert – gleichsam findet in den Romanen mehrmals eine Konfrontation mit Dämonen statt.

#### Tarbean
Die große Stadt Tarbean wird in der Geschichte zur Zuflucht für den jüngst verwaisten Jungen Kvothe. Die Stadt ist in zwei große Bereiche geteilt, repräsentativ für die wohlhabende und die verarmte Bevölkerung. Die vermögenden, gut situierten Bürger Tarbeans werden seitens der Wache strikt von den ärmlichen Einwohnern getrennt. Die fiktive Droge Dennerharz ist in Tarbean ein großes Problem.

#### Imre
In den Romanen ist Imre die nächste Stadt zur Universität, welche von dieser durch einen Fluss getrennt ist. Während man an der Universität Umgang mit arkanen Künsten hat, werden diese auf der anderen Seite des Flusses offenkundig gemieden. Deswegen verhöhnen die Studierenden oftmals die Einwohner der Stadt und umgekehrt. Trotzdem herrscht reger Kontakt: Imres Bürger wenden sich bei diversen Problemen stets an die Universität und die Studenten verbringen ihre Freizeit in der kulturell vielfältigen Stadt. Das viel besuchte Pub „Eolian“ befindet sich ebenfalls hier.

#### Severen
Im Verlauf der Geschichte kommt der Protagonist in Severen in die Dienste des Regenten Maer Alveron. Die Stadt besitzt ähnlich ausgeprägte soziale Stände wie Tarbean. Hier lernt Kvothe mit dem wohlhabenden Adel das Pendant zu Tarbeans Armutsvierteln kennen. Das höfische Leben erscheint dem Protagonisten zunächst friedvoll; der Adel selbst wird als scheinheilig und intrigierend beschrieben.

#### Das Reich der Fae
„Das Reich der Fae“ ist in den Romanen eine parallel existierende Welt mit nicht-menschlichen Einwohnern. Gegenwarts-Charakter Bast, sowie viele der im Buch existierenden Fabelwesen, haben hier ihren Ursprung. Auch die Figur Felurian und der Cthaeh sind hier anzutreffen. Das Umfeld des Protagonisten hält Fabelwesen zumeist für reine Fiktion. In den Büchern heißt es, dass Menschen sich Märchen über die Fae erzählen und die Fae einander Märchen über die Menschen.

#### Ademre
Die Welt der Romane besteht zu einem großen Teil aus der sogenannten „zivilisierten Welt“. Außerhalb dieser vielen Länder liegt unter anderem das Land Ademre, Heimat der Adem. Die Adem selbst bezeichnen die Einwohner der zivilisierten Welt als „Barbaren“. Protagonist Kvothe verbringt im zweiten Band eine nennenswerte Zeit in Ademre. Die Adem und nicht-Adem halten viele der unterschiedlichen gesellschaftlichen Gepflogenheiten des jeweils anderen für unzivilisiert bzw. „barbarisch“.

#### Kneipe „Halbmast“
In dieser Kneipe in Tarbean trifft Kvothe auf den Geschichtenerzähler Skarpi und sein breites Publikum. Die dort erzählten Geschichten und Mythen sind religiöser Natur. Hier kommt es in „Der Name des Windes“ zu einem Konflikt mit Priestern und zu einer Anklage wegen Ketzerei.

### Ethnologie
Die Länder der porträtierten Welt beherbergen diverse, eigenständige Volksgruppen. In einer Geschichte in Die Furcht des Weisen stellt ein Bettler die Unterschiede der einzelnen Völker hinsichtlich ihrer Hilfsbereitschaft fest.

#### Edema Ruh
Die Edema Ruh stellen in der Romanreihe ein zentrales Volk dar. Es handelt sich um Nomaden, die dafür bekannt sind alle Geschichten zu kennen und gute Schauspieler und Musiker zu sein. Andere Volksgruppen haben oft Vorurteile gegenüber den Edema Ruh.

#### Adem
Die Adem sprechen zumeist ademisch. Ihr Gesicht ist ohne jegliche Mimik, da dies Emotionen ausdrückt und für die Adem besonders intim ist. Emotionen werden nur dem Partner oder im engsten Kreis der Familie gezeigt. Zusätzlich zur verbalen Sprache haben sie eine Zeichensprache, mit der sie ihrem Gesagtem bestimmte Intentionen und Nuancen beifügen. Die Adem leben nach einer eigenen Art von Philosophie, dem Lethani.

#### Kealden
Ein stereotypischer Kealde wird vom Autor in vielerlei Hinsicht mit Geldhandel in Verbindung gebracht. Die Landessprache wird „Siaru“ genannt.

#### Modeganer
Die Modeganer werden als schönes Volk charakterisiert. Dies ist unter anderem in ihren ausgeprägten Wangenknochen, dem klangvollen Akzent und dem Hang zur Mode begründet.

### Namen
Namen haben in der Trilogie eine essentielle Rolle. In der fiktiven Lehre der Namenskunde wird strikt unterschieden zwischen dem Namen als Wortlaut einer Sprache, und dem echten Namen, der ein Element, einen Gegenstand oder eine Person in allen Einzelheiten umspannt. Nur ein bestimmter, geübter Teil des Geistes kann in diesen Dingen auch dessen Namen erkennen. Echte Namen verändern sich stetig und sind ausgesprochen vom Geist nicht zu verstehen. Mit der Einsicht des echten Namens erhält der Namenskundige volle Macht über das entsprechende Objekt. Der Name des Windes verschafft infolge zeitweilig Kontrolle über den Wind.
Darüber hinaus haben Namen von Personen auch wie folgt eine Bedeutung.
Unterschiedliche Namen derselben Person können eine Veränderung der Persönlichkeit verdeutlichen. Kvothe nennt sich in der Gegenwart Kote, da er nicht mehr die Person aus seiner Erzählung ist. Auch Lanre nennt sich nach seiner Veränderung Haliax.
Unterschiedliche Namen derselben Person können Tarnung bzw. Wahrung der Identität bedeuten. Denna, die unzählige Male unter neuem Namen und neuer Rolle in Erscheinung tritt, ist ein prägnantes Beispiel dafür. Auch Meister Esche ist ein Name der zur Verschleierung der Identität benutzt wird.
Unterschiedliche Namen derselben Person können sich aber auch ohne ersichtlichen Grund unterscheiden. So wird Cinder gelegentlich Ferule oder auch Ferula genannt und Haliax heißt bei den Adem Alaxel. Kvothes Schwert Saicere wird im späteren Verlauf Ceasura genannt.
Unterschiedliche Namen die scheinbar unterschiedliche Figuren meinen, können durch gleiche Charakterisierung dennoch dieselbe Figur bezeichnen oder dies indizieren. Kvothe erkennt schnell, dass Encanis aus Skarpis Geschichte auf die gleiche Art verbildlicht wird wie Haliax. Ferner werden auch Selitos und der Cthaeh hinsichtlich ihrer Allwissenheit ähnlich charakterisiert. Auch werden Cinder und der Richter Erlus mit denselben, markanten tiefschwarzen Augen und scharfen Gesichtszügen beschrieben. Aleph und Tehlu werden beide als die Schöpfer der Welt definiert. Die Figuren Iax / Jax und Haliax haben hinsichtlich ihrer Macht und ihrem Unglück ähnliche Merkmale.

### Religion
Die gängige Religion in der Welt der Romanreihe ist die tehlanische Religion, welche durch die Nähe zum christlichen Glauben einen nennenswerten Realitätsbezug besitzt.
Der Gott Tehlu wird als Schöpfer der Welt verstanden, der über alles darin wacht und richtet. In einer Geschichte dieser Religion sind die frühen Menschen vom rechtschaffenen Weg abgekommen und haben sich von ihrem Gott abgewendet. Tehlu wählt eine reine und gläubige Jungfrau aus um sich selbst durch sie in die Welt gebären zu lassen. Als sein eigener, menschlicher Sohn Menda beschützt Tehlu die Menschen vor Dämonen und bietet jedem Ungläubigen an, zurück auf den richtigen Weg zu kommen. Das Gegenstück von Tehlu verkörpert der Dämon Encanis, der Leid in der Welt verbreitet. Tehlu kettet Encanis an ein übergroßes Rad aus Eisen und wirft ihn in eine brennende Grube. Da dieser versucht sich zu befreien, steigt Tehlu mit Encanis ins Feuer und hält ihn dort eigenhändig sechs Tage fest, bis er verbrennt. Tehlu in seiner irdischen Gestalt opfert sich dabei für das Wohl der Welt und stirbt selbst.
Die streng gläubigen Tehlaner-Priester tragen Aschgrau, um an die Asche Tehlus und Encanis' zu erinnern. Die Tehlanische Religion ist im Buch des Weges niedergeschrieben.

## Folklore und Mythen
Grundlegender Bestandteil der Königsmörder-Chronik sind Geschichten, Sagen, Lieder, Reime und Folklore, deren wahrer Ursprung aufgedeckt wird oder noch werden soll. Auf der New York Comic Con 2018 kam Patrick Rothfuss auf diese Tatsache zu sprechen und erläuterte in diesem Bezug auch das Problem mit Übersetzungen. Er pointiert, dass er Sprache bewusst verwendet um in der Geschichte viele Geheimnisse zu verstecken. Rothfuss ist der Umstand bewusst, dass seine Leser bei mehrmaligem Lesen stets neue Zusammenhänge erkennen. Dies begründet er in der Konstruktion der Romane und zielt damit auf eine langfristige Lese-Erfahrung ab. Damit eben dieser Mehrwert in allen Sprachen besteht, gibt Rothfuss konkrete Informationen an die Übersetzer weiter und befindet sich mit ihnen in Kontakt.
Seine Fähigkeit eine Fantasy Welt derart vielfältig und komplex zu gestalten begründet er in seinen vielfältigen Interessen und Bildungen. Die Neugier und der Wissensdurst verbindet nach eigenen Aussagen ihn und seinen Charakter Kvothe.

### Übersicht der großen Sagen

#### Der Mond
Der Mond ist Gegenstand zweier Geschichten, in denen der Mond gestohlen wurde. Felurian erklärt Kvothe gegenüber, dass der Versuch den Mond zu stehlen scheiterte und dieser sich nun mit den Mondphasen zwischen den zwei Welten bewegt. Dabei ermögliche er auch Lebewesen die Welten zu wechseln. Laut Bast hat der versuchte Diebstahl des Mondes den Schöpfungskrieg ausgelöst. Kvothe findet die Figur Auri nur bei Nacht, auch schenkt sie ihm einen Schlüssel der den Mond aufschließen soll. Er nennt sie seine kleine Mondfee. Die mondlose Nacht ist eine der Dinge, die alle weisen Männer fürchten (die namensgebende Floskel aus Die Furcht des Weisen).

#### Der Schöpfungskrieg
In einem vergangenen Zeitalter noch vor den Fae lebten viele Namenskundige. Während die einen den Namen in allen Dingen sahen und es dabei beließen, nutzten andere die Namen um die Welt nach ihren Vorstellungen zu formen. Unter diesen Fraktionen brach ein langer Krieg aus. Dies mündete in der Schlacht von Drossen Tor, der größten aller Schlachten, in der mehr Menschen starben als heute auf der Welt leben. Dabei kam der große Held Lanre ums Leben.

#### Lanre
Kvothe erfährt erstmals von Lanre in dem Lied seines Vaters. Laut Skarpi wurde Lanre bei Drossen Tor von seiner Geliebten Lyra wiedererweckt. Als diese daraufhin selbst starb, versuchte auch Lanre sie aus dem Jenseits zurückzuholen. Dabei eignete er sich eine Macht an, die ihn verdarb und ihm verwehrte zu sterben. Lanres Name war fortan Haliax und er täuschte den größten Namenskundigen, den Seher Selitos. Dieser stach sich mit einem Quarzstein ein Auge aus und bei seinem Blut verfluchte er Haliax und dessen Antlitz wurde in Schatten gehüllt. Haliax und sein Gefolge wurden die Chandrian. Selitos gründete deren Widersacher, den Orden der Amyr.

#### Chandrian
Protagonist Kvothe kommt früh mit den Chandrian in Kontakt und versucht seitdem ihre Geheimnisse zu lüften. Die Chandrian gelten als Folklore Gestalten und werden gemeinhin für Aberglaube gehalten. Kvothe achtet dabei auf wiederkehrende Motive, wie das Gesicht in Schatten oder blaues Feuer. Brechendes Gestein und rostendes Eisen, welches als Zeichen der Chandrian gilt, findet er bei dem Mord seiner Truppe, auf der Mauthen Farm, im Unterding unter der Universität und in vielen Geschichten.

#### Die Türen aus Stein
Die Türen aus Stein werden oft ehrfürchtig erwähnt, aber was sie genau sind, bleibt unbekannt. Die großen Grausteine in Temerant werden als Tore aus Stein bezeichnet, wenn sie wie ein Torbogen gestapelt sind. Auch gelten die Grausteine als Portal zu den Fae. Die Tür mit den vier Kupferplatten in den Archiven der Universität ist ebenfalls aus Stein. Skarpi erzählt, der Feind von Drossen Tor sei hinter die Türen aus Stein gesperrt, während Felurian selbiges von Iax, der den Mond stahl, behauptet.

#### Valaritas
Die Inschrift in der Tür mit den vier Kupferplatten lautet Valaritas, eine genaue Übersetzung gibt es in den Romanen nicht. Kvothe untersucht mehrmalig diese Tür, die ihm viele Fragen bereitet. In den Öffnungen der Platten erkennt er eine Art Schlüsselloch. Elodin erzählt ihm, dass das Geheimnis dahinter alle Bemühungen nicht Wert sei. Dem gegenüber steht Puppets Warnung, das Geheimnis gehe Studenten nichts an. Kvothe und Fela träumen beide von der Tür. Kvothe sieht in seinem Traum Licht durch die Schlüssellöcher fallen und Fela sieht ein Grab eines Königs namens Valaritas.

#### Lackless Box
Kvothe erfährt früh in Form von zwei Kinderreimen von der Lackless Box. Er trifft auf Meluan Lackless, die offenbart, dass die Box existiert und ein Familienerbstück ist. Den Inhalt kennt niemand, die Box konnte noch nie geöffnet werden. Kvothe empfindet die Box für ihre Größe als ungewöhnlich schwer. Auch kann er kein Schlüsselloch erkennen. Die fast unmerkliche Maserung kann Kvothe als uralte yllische Knotenschrift identifizieren, aber nicht lesen. Von dem Holz der Box geht ein eigensinniger Geruch von Zitronen aus. Einen vergleichbaren Geruch vernimmt er in der Nähe des Cthaeh. Dem Geräusch nach vermutet Kvothe darin einen einzelnen Gegenstand, nicht größer als ein Salzgefäß aber schwer wie ein Stein.

## Geplante Adaptionen in andere Medien
Im Jahr 2013 gaben Twentieth Century Fox und New Regency Productions bekannt, sich die Rechte für die Produktion einer TV-Serie, basierend auf der Königsmörder-Chronik, gesichert zu haben.
Im Juli 2014 verkündete Drehbuchautor Eric Heisserer, dass er das Skript der Pilotfolge beendet hat und dieses nun zum Verkauf steht.
Der US-amerikanische Fernsehsender NBC gab daraufhin bekannt, dass die Serie in ihrem Programm zu sehen sein wird. Kurz darauf veröffentlichten die Produzenten New Regency Productions eine Synopsis der Serie, die sie inzwischen wieder entfernt haben. In dem Text zeigten sich Unterschiede zu der Buchvorlage, darunter das Alter des Protagonisten und dessen Verhältnis zu den Chandrian.
Eric Heisserer teilte daraufhin mit, dass er das Projekt verlässt. Es werden kreative Unstimmigkeiten genannt.
Im Juli 2015 verkündete Autor Patrick Rothfuss, dass die bisherigen Sender die Arbeiten an der Serie eingestellt haben und alle Rechte an ihn zurückgegangen sind. Ihm zufolge haben viele Unternehmen Hollywoods daraufhin das Gespräch mit ihm gesucht und Interesse an einer Film-Adaption bekundet. Dabei habe er pointiert, dass er eine TV-Serie bevorzugt um der Handlung ihren Raum zu geben. Noch im selben Jahr ist daraufhin ein Vertrag mit Lionsgate zur Stande gekommen, der laut Rothfuss eine Umsetzung als Film, TV-Serie und Videospiel umfassen soll.
Für das Drehbuch der Pilotfolge der TV-Serie ist US-Drehbuchautor John Rogers beauftragt. Lindsey Beer ist als Drehbuchautorin der filmischen Umsetzung genannt. Für die Produktion ist Robert Lawrence vorgesehen. Rothfuss selbst wird als Ausführender Produzent beider Produktionen angegeben.
Im November 2016 wurde bekannt, dass der Musical-Entwickler Lin-Manuel Miranda für die Musik in beiden Produktionen in das Team geholt wurde. Ein von ihm geschriebenes Lied wird bereits in der ersten Folge zu hören sein.
Sam Raimi befindet sich in Verhandlungen um die Position als Regisseur. John Rogers wird inzwischen als Showrunner genannt. Die geplanten Spielfilme sollen sich an der Handlung der Romane orientieren, wohingegen die TV-Serie weiterführend auf der dargestellten Welt innerhalb der Königsmörder-Chronik basiert. Laut einer Pressemitteilung handle die Serie von zwei Abenteurern, eine Generation vor den Geschehnissen der Romanreihe.
Im November 2017 gab der US-Sender Showtime bekannt, dass die Serie in ihr Programm aufgenommen wird und diese künftig dort zu sehen sein wird. Inhaltlich wird konkretisiert, dass die Serie eine Gruppe von Edema Ruh bei ihrer Reise durch Temerant begleitet.
Ende 2018 berichteten einige Quellen, dass Sam Raimi die Zusammenarbeit beendet hat – die Plattform IMDb nennt ihn weiterhin als Regisseur.
Im Januar 2019 bestätigte Showtime, dass die Vorproduktion begonnen hat. Laut Showrunner Rogers werden die Dreharbeiten frühestens Ende 2019 beginnen. Für die erste Staffel sind zehn Folgen angesetzt.
Für den Spielfilm wird ein Budget von 100 Millionen US-Dollar genannt.
Dem amerikanischen Entertainment-Magazin Variety zufolge wird Showtime die Serie aus finanziellen Gründen nicht weiter entwickeln. Auch sei bereits der Verkauf seitens Lionsgate geplant. Eine Bestätigung durch die Produzenten steht noch aus.

## Auszeichnungen

### Auszeichnungen fürDer Name des Windes
- The Quill Award für „Science Fiction/Fantasy/Horror“ (2007)[63]
- Publishers Weekly Award für „das beste Fantasy-Buch des Jahres“ (2007)[64]
- ALA Alex Award (2008)[63]
- Phantastik Preis für „Bester Internationaler Roman“ (2009)[65]
- Sakura Medal für „High School Book“ (2009)[63]
- Tähtifantasia Award Nominee (2011)[63]

### Auszeichnungen fürDie Furcht des Weisen
- Goodreads Choice Award Nominee für „Best Fantasy“ (2011)[66]
- David Gemmell Legend Award für „Best Fantasy Novel“ (2012)[66]
- Prix Elbakin.net für „Meilleur roman fantasy traduit“ (2013)[66]
- Tähtifantasia Award Nominee (2016)[66]

### Auszeichnungen fürDie Musik der Stille
- Goodreads Choice Award Nominee for Fantasy (2014)[67]

## Kritik
„Der Name des Windes stellt das Debüt eines Autors dar, den wir lieber im Auge behalten sollten.“

„So voller Poesie und Musik, voller Emotionen, die so sanft daherkommen und doch so tief gehen, dass man sich dem Sog des Erzählten kaum entziehen kann.“

„Stellen Sie ‚Der Name des Windes‘ neben ‚Der Herr der Ringe‘ ins Regal und erwarten Sie den Tag, an dem beide in einem Atemzug genannt werden, vielleicht als Erste unter Gleichen.“

„Für mich ist ‚Der Name des Windes‘ die überzeugendste Fantasy seit Tolkiens ‚Der Herr der Ringe‘ …“

## Popkultur
Die finnische Metal-Band Nightwish hat auf ihrem Album Endless Forms Most Beautiful einen Song mit dem Namen Edema Ruh veröffentlicht. Inspiriert wurde sie von dem fiktiven Volk der Edema Ruh aus Rothfuss’ geschaffener Welt.
Die finnische Metal-Band Auri bezieht sich mit ihrem Namen und in ihrer Musik auf die Auri der Romanserie.
Ebenso hat die deutsche Metal-Band Blind Guardian auf ihren 2022 erschienenen Album The God Machine den Titel Damnation veröffentlicht, in welchem die Chandrian und ihre mystische Bedeutung innerhalb der Welt der Romanreihe und für den Protagonisten Kvothe behandelt werden.
Das in den Romanen beliebte strategische Brettspiel Tak wurde 2016 durch eine Crowdfunding-Kampagne auf Kickstarter.com zu einem offiziellen Spiel des Herstellers Cheapass Games.
Ein Kartendeck mit Illustrationen zu den Romanen wurde ebenfalls durch Kickstarter ermöglicht.
Der mythische Ort Drossen Tor ist bis auf einen Buchstaben ein Anagramm von stone doors.